# Master Blaster
I Master Blaster sono un gruppo tedesco di musica Hands Up.

## Carriera musicale
Il gruppo inizialmente era composto dagli autori: l’olandese Sasha Van Holt, l’italiano Lucas Lopes e i tedeschi Rico Bass e Mike de Ville, che però per non precisati motivi ha successivamente lasciato la band.
Il gruppo è maggiormente conosciuto per i remix di musica disco-dance degli anni ottanta, quali Hypnotic Tango del 2002, senza dubbio il brano che ha riscosso maggior successo, Ballett Dancer (The Twins), How Old R U (italo disco, Miko Mission), Another Life (ancora italo disco, Kano), le quali sono state anche inserite all'interno di disparate compilation del periodo.
Nel 2007 ritornano con un doppio singolo contenente le due cover Can Delight (un pezzo dei ternani My Mine, stavolta del 1986), e Walking in Memphis (che riprende Marc Cohn del 1991); questo nuovo lavoro riscuote un discreto successo in Germania e consensi in generale tra gli appassionati del genere.
Nel 2008 pubblicano Everywhere, cover dell'omonimo pezzo di Michelle Branch del 2001.

## Discografia

### Album
- We Love Italo Disco (2003)
- Put Your Hands Up (2007)

### Singoli
- Hypnotic Tango (2002)
- Ballet Dancer versus Turbo. B. (2003)
- How Old R U (2003)
- Dial My Number (2004)
- Since You've Been Gone (2006)
- Walking In Memphis / Can Delight (2007)
- Everywhere (2008)
- Come Clean (2009)
- Until The End (2010)
- Back To The Sunshine (2011)
- Let's Get Mad (2012)
- How Old Are You 2014 (2013)
- Now You're Gone (& Norda) (2018)